# Хедли, Джордж (футболист, 1876)
Джордж А́лберт Хе́дли (англ. George Albert Hedley; 20 июля 1876 — 16 августа 1942) — английский футболист и футбольный тренер. Выступал за клубы «Шеффилд Юнайтед», «Саутгемптон» и «Вулверхэмптон Уондерерс». Трёхкратный обладатель Кубка Англии. В 1901 году провёл один матч за национальную сборную Англии. С 1913 по 1915 год был главным тренером футбольного клуба «Бристоль Сити».

## Биография
Хедли родился в Саут-Бэнке (Мидлсбро) в семье столяра. Работал телеграфистом, параллельно играл в футбол за клуб «Саут-Бэнк». В 1897 году перешёл в клуб «Шеффилд Юнайтед» в качестве любителя, а год спустя стал профессиональным футболистом. 26 марта 1898 года дебютировал в основном составе «Шеффилд Юнайтед» в матче Первого дивизиона Футбольной лиги против «Вест Бромвич Альбион». В сезоне 1897/1898 провёл за команду два матча в Первом дивизионе, а его команда стала чемпионом Англии. В сезоне 1899/1900 Хедли, бывший уже регулярным игроком основного состава, помог «клинкам» занять второе место в Первом дивизионе. В «Шеффилд Юнайтед» он играл на позиции центрфорварда. Он трижды сыграл в финалах Кубка Англии в составе «Шеффилд Юнайтед», одержав две победы (в 1899 и 1902 году) и потерпев одно поражение (в 1901 году).
Будучи игроком «Шеффилд Юнайтед», Хедли провёл один матч за национальную сборную Англии. Это произошло 9 марта 1901 года на стадионе «Делл» в Саутгемптоне. В той игре англичане сыграли против сборной Ирландии, одержав победу со счётом 3:0. Хедли стал автором второго гола.
В мае 1903 года Хедли перешёл в «Саутгемптон», выступавший в Южной футбольной лиге. К тому моменту у него были проблемы с сердцем, но «святые» рискнули заключить с ним контракт, так как он перешёл бесплатно. Так как в «Саутгемптоне» уже был центфорвард Фред Харрисон, Хедли переместился на позицию правого инсайда. В сезоне 1903/04 Хедли и Харрисона забили на двоих 42 гола в Южной лиги и помогли «святым» стать чемпионами этого турнира. Всего Хедли провёл за «Саутгемптон» 113 матче и забил 54 гола с сентября 1903 года по апрель 1906 года.
В мае 1906 года Хедли перешёл в «Вулверхэмптон Уондерерс», который по итогам сезона 1905/06 выбыл во Второй дивизион Футбольной лиги. 1 сентября 1906 года дебютировал за команду в матче против «Халл Сити». В сезоне 1907/08 помог команде выиграть Кубок Англии, забив гол в финальном матче против «Ньюкасл Юнайтед». В составе «волков» провёл восемь сезонов, дважды становился лучшим бомбардиром команды в сезоне. Свой последний матч за клуб провёл 25 января 1913 года: это была игра против клуба «Лидс Сити». Всего провёл за «волков» 214 матчей и забил 74 гола.
23 апреля 1913 года был назначен главным тренером клуба «Бристоль Сити». Находился в этой должности до конца сезона 1914/15.
Управлял пабом George and Dragon в Бристоле. Во время Первой мировой войны служил в Плимуте, играл в армейский футбол. Позднее переехал в Вулвергемптон, где управлял пансионом.

## Достижения
«Шеффилд Юнайтед»
- Обладатель Кубка Англии: 1898/99, 1901/02
- Финалист Кубка Англии: 1900/01
- Вице-чемпион Англии: 1899/1900
- Обладатель Суперкубка шерифа Лондона: 1898 (разделённая победа)

«Саутгемптон»
- Чемпион Южной лиги: 1903/04

«Вулверхэмптон Уондерерс»
- Обладатель Кубка Англии: 1907/08

Сборная Англии
- Победитель Домашнего чемпионата: 1901